# Tordylium elegans
Tordylium elegans är en flockblommig växtart som först beskrevs av Pierre Edmond Boissier och Benedict Balansa, och fick sitt nu gällande namn av Alava och Hub.-mor. Tordylium elegans ingår i släktet Tordylium och familjen flockblommiga växter. Inga underarter finns listade i Catalogue of Life.